# Салимов, Роман Рафекович
Рома́н Рафекович Сали́мов (род. 24 марта 1995, Новый Роздол, Львовская область) — российский футболист, полузащитник.

## Карьера
Юношескую карьеру начинал в ФК «Спутник» (Зеленоград). Лучший бомбардир сезона высшей лиги первенства Москвы 2007 года (37 голов). Лучший бомбардир сезона высшей лиги первенства Москвы 2008 года (25 голов).
В ноябре 2008 года перешёл в «Химки».
В ноябре 2009 года вызывался Андреем Талалаевым на сборы юношеской сборной России 1995 г. р. в Сочи.
В 2010 году — бронзовый призёр Первенства России по футболу среди юношеских команд МРО (межрегиональных объединений федераций футбола) 1995 г. р. (г. Крымск) в составе сборной команды Московской области.
В 2011 году переходит в московский «Спартак» и продолжает выступления в юношеской команде 1995 г. р.
В феврале 2011 года бы вызван на сборы юношеской сборной России 1995 г. р. в Турции.
В 2011 году в составе сборной Москвы становится победителем Первенства России среди команд МРО, будучи капитаном команды, чемпионом Первенства России по футболу среди юношеских команд профессиональных футбольных клубов Премьер-лиги и ФНЛ (игроки 1994 г. р.), победителем V летней Спартакиады учащихся в составе сборной Москвы (г. Крымск).
В 2013 году начал профессиональную игровую карьеру  в краснодарской «Кубани». По ходу сезона выходил в кубковом матче против рязанской «Звезды», дважды вызывался Дмитрием Ульяновым в юношескую сборную России 1995 г. р.
Не сумев пробиться в основу краснодарского клуба, в 2014 году подписал контракт с тульским «Арсеналом», где так же, как и в «Кубани», являлся игроком молодёжной команды, за которую провёл в сезоне 2014/15 27 матчей, забив 9 голов и отдав 7 голевых передач.
В Премьер-лиге в составе «Арсенала» Салимов дебютировал 21 марта 2015 года, когда Дмитрий Аленичев в знак протеста против переноса игры в Москву выставил дублирующий состав против ЦСКА. Матч завершился со счётом 4:1 в пользу армейцев.
1 июля 2015 года на правах свободного агента перешёл в нижнекамский «Нефтехимик». 20 июля 2015 года в дебютном матче против ульяновской «Волги» (2:0) забил гол и сделал голевую передачу.
31 августа 2016 года стал игроком футбольного клуба «Орёл».
В 2022 году выступал за медиафутбольную команду Reality. В октябре 2022 года перешёл в «Амкал».
В 2023 году перешел из ФК "Амкал" в ФК "Родина Медиа".